# Yves Brainville
Pour les articles homonymes, voir Brainville.
Yves Brainville, né Yves René Marie de La Chevardière de La Grandville le 8 mars 1914 dans le 16e arrondissement de Paris et mort le 16 novembre 1993 dans le 12e arrondissement de Paris, est un acteur de théâtre et de cinéma et un auteur dramatique français.

## Biographie

### Origine et débuts
Fils d'un noble français, Albert de La Chevardière de La Grandville, et d'une Américaine, Sophronia Reed Williams, Yves de La Chevardière de La Grandville naît dans un milieu fortuné et, après avoir étudié chez les Jésuites, termine ses études secondaires au lycée Janson-de-Sailly et obtient le baccalauréat.
Il se prépare à l'École normale supérieure lorsque, irrésistiblement attiré par le théâtre, il fréquente les cours d'art dramatique de Julien Bertheau et de Raymond Rouleau. Il prend le nom d'Yves Brainville, pseudonyme formé du mot anglais brain (cerveau, esprit) et du suffixe ville pour rappeler à la fois ses origines américaines et françaises.
Dès l'année suivante, en 1938, il devient l'assistant de Rouleau. Dès lors, sa carrière se partage entre le cinéma et le théâtre avec une nette prédilection pour ce dernier.
Mobilisé en 1940, il est fait prisonnier par les Allemands dans la Sarre et est incarcéré au sud de Cassel, au stalag IX-A Ziegenhain. Il y crée le Groupe artistique Ziegenhain, une troupe de théâtre dans laquelle il fait jouer les prisonniers. Au camp, il côtoie notamment François Mitterrand.

### Après-guerre
Peu après son retour de captivité, fin 1946, il épouse la comédienne Léone Nogarède, qui fera partie l'année suivante de la troupe de Jean Vilar lors du premier Festival d'Avignon. Le couple aura trois filles, qui deviendront toutes trois artistes : la peintre Nathalie de La Grandville, la comédienne Camille Grandville, et la danseuse et chorégraphe Olivia Grandville.
Brainville poursuit sa carrière au théâtre, où on le trouve notamment dans les distributions d'Œdipus Rex de Jean Cocteau ; d'Altitude 3200 de Julien Luchaire ; de La Comédie du bonheur d'Evreinov Nicolas ; de Des souris et des hommes de John Steinbeck ; de Si je vis de Robert Sherwood ; des Justes d'Albert Camus, qu'il crée avec Serge Reggiani et Maria Casarès ; de Shéhérazade de Jules Supervielle ; du Sourire de la Joconde d'Aldous Huxley ; de L'heure sonnera de Charles Spaak ; de La neige était sale de Georges Simenon ; de la Maison de poupée d'Henrik Ibsen ; du Procès à Jésus de Diego Fabbri, etc.
Il signe également plusieurs mises en scène dont, entre autres Le Génie des forêts, une pièce méconnue d'Anton Tchekhov (Théâtre Mouffetard) et est le premier à créer les pièces de Marguerite Duras comme La Musica ou Les Eaux et Forêts (Théâtre Mouffetard, Studio des Champs-Élysées).
Auteur dramatique, on lui doit L'Obstacle dont il signe également la mise en scène au Vieux-Colombier (mars 1951), confiant à Marc Cassot et Louis Velle le soin de défendre sa pièce. Adaptateur, il signe La Reine et les insurgés d'Ugo Betti, interprétée par Edwige Feuillère, Michel Vitold, Maria Pacôme et Laurent Terzieff (Théâtre de la Renaissance). Dans les années 1960, il a traduit deux romans de Patricia Highsmith, Ce mal étrange et Ceux qui prennent le large.

### Second rôle au cinéma et à la télévision
Au cinéma, il fait des apparitions dans une cinquantaine de films. On peut le voir dans de nombreux seconds rôles comme celui du capitaine dans Dernier Refuge d'après un roman de Georges Simenon ; du docteur Jégou dans Si tous les gars du monde qui, de la brousse togolaise, sauve les pêcheurs bretons victimes d'un empoisonnement ; du révérend Hale dans Les Sorcières de Salem ; de Liesowski dans La Nuit des généraux, ainsi que de nombreuses apparitions en commissaire ou inspecteur de police (comme dans L'Homme qui en savait trop d'Alfred Hitchcock), si ce n'est en juge d'instruction (comme dans Le Clan des Siciliens d'Henri Verneuil).
À la télévision, il joue dans beaucoup de téléfilms, souvent historiques, dont le dernier Moi, général de Gaulle où il incarne le maréchal Pétain aux côtés d'Henri Serre dans le rôle-titre ; Foch pour vaincre de Jean-François Delassus, lequel le voit plutôt en Clemenceau, puisqu'il attribue son Pétain à Jean Davy ; Mers el-Kébir, en amiral pour Pierre Cardinal ; Le Bunker de George Schaefer qui lui offre l'uniforme du célèbre général allemand Hans Guderian, etc.
Il prête par ailleurs sa voix comme doubleur dans de nombreux films à partir du milieu des années 1950.
Il meurt le 16 novembre 1993, à 79 ans, à son domicile parisien, et est inhumé au cimetière de Luzarches (Val-d'Oise), ville où il était propriétaire d'une résidence secondaire au 11 rue Saint-Côme.

### Décoration
- Chevalier de la Légion d'honneur

## Filmographie

### Cinéma
- 1938 : Entrée des artistes, de Marc Allégret : Sylvestre
- 1938 : Accord final, d'Ignacy Rosenkranz : Chenal, l'ami de Georges Astor
- 1939 : Entente cordiale, de Marcel L'Herbier : un journaliste
- 1939 : Le Monde en armes, de Jean Oser
- 1940 : Les Musiciens du ciel, de Georges Lacombe
- 1945 : Mission spéciale, de Maurice de Canonge : le gestionnaire
- 1946 : La Maison sous la mer, d'Henri Calef
- 1946 : Dernier refuge, de Marc Maurette
- 1946 : Vertiges, de Richard Pottier : un assistant
- 1947 : Erreur judiciaire, de Maurice de Canonge : Jacques Heurteaux
- 1948 : Le Destin exécrable de Guillemette Babin, de Guillaume Radot (co-dialoguiste)
- 1949 : La Louve, de Guillaume Radot : le docteur Maillet
- 1950 : Cartouche, roi de Paris, de Guillaume Radot : le comte de Horn
- 1952 : Les Sept Péchés capitaux, sketch "L'orgueil", de Claude Autant-Lara
- 1953 : L'Esclave, d'Yves Ciampi : le docteur Vienne
- 1953 : Le Grand pavois, de Jack Pinoteau : un lieutenant
- 1953 : Par ordre du tsar (Ungarische Rhapsodie), d'André Haguet : Monsieur d'Ingelstedt
- 1953 : Un acte d'amour (Act of Love), d'Anatole Litvak
- 1954 : Double destin (Das zweite Leben), de Victor Vicas
- 1955 : Le Couteau sous la gorge, de Jacques Séverac
- 1956 : Si tous les gars du monde, de Christian-Jaque
- 1956 : L'Homme qui en savait trop (The Man Who Knew Too Much), d'Alfred Hitchcock : l'inspecteur à Marrakech
- 1956 : La Neige en deuil (The mountain), d'Edward Dmytryk
- 1956 : Marie-Antoinette, reine de France, de Jean Delannoy : Danton
- 1956 : Le Long des trottoirs, de Léonide Moguy : le commissaire Martin
- 1956 : Les Aventures de Till l'espiègle, de Gérard Philipe
- 1957 : Les Sorcières de Salem, de Raymond Rouleau : Hale
- 1957 : Le Grand Bluff, de Patrice Dally : l'ingénieur Watrin
- 1957 : Chaque jour a son secret, de Claude Boissol : le juge d'instruction Lefebvre
- 1958 : À Paris tous les deux (Paris holiday), de Gerd Oswald : l'inspecteur Dupont
- 1958 : Sous la terreur (A Tale of Two Cities) de Ralph Thomas : Foulon
- 1958 : Philippe d'Édouard Molinaro (court métrage) : Maurice
- 1958 : Rapt au Deuxième Bureau, de Jean Stelli
- 1959 : Y'en a marre, d'Yvan Govar
- 1960 : Drame dans un miroir (Crack in the mirror), de Richard Fleischer : le procureur
- 1960 : Bal de nuit, de Maurice Cloche : le père de Martine
- 1960 : À pleines mains, de Maurice Regamey : Besnard
- 1960 : Les Distractions, de Jacques Dupont : le commissaire
- 1961 : Le Couteau dans la plaie (Five miles to midnight), d'Anatole Litvak : Monsieur Dompier
- 1961 : Le crime ne paie pas, sketch "L'affaire Hugues", de Gérard Oury : le juge
- 1962 : Bolivar 63-29, court métrage de Serge d'Artec
- 1964 : Le Ciel sur la tête, d'Yves Ciampi
- 1966 : Le Judoka agent secret, de Pierre Zimmer
- 1966 : La Nuit des généraux, d'Anatole Litvak : Liesowski
- 1966 : Soleil noir, de Denys de La Patellière
- 1967 : Le Tigre sort sans sa mère ( Da Berlino l'apocalisse), de Mario Maffei
- 1969 : Bye bye, Barbara, de Michel Deville : le commissaire
- 1969 : Le clan des Siciliens, d'Henri Verneuil : le juge d'instruction
- 1970 : Un beau monstre, de Sergio Gobbi : le commissaire Dedru
- 1974 : Stavisky…, d'Alain Resnais : Monsieur de La Salle
- 1974 : Impossible... pas français, de Robert Lamoureux : le notaire
- 1974 : Q, de Jean-François Davy : le Président de la République
- 1975 : Guerre et amour (Love and death), de Woody Allen : André
- 1976 : Blondy, de Sergio Gobbi : le diplomate
- 1980 : La Banquière, de Francis Girod : le Président du Conseil, Raymond Préfaille
- 1981 : Chanel solitaire, de George Kaczender

### Télévision
- 1954-1955 : Sherlock Holmes, 3 épisodes, de Sheldon Reynolds
- 1956-1969 : En votre âme et conscience, 7 épisodes, de Pierre Desgraupes : le président
- 1959-1964 : Les Aventures de Tintin, 8 épisodes, de Ray Goosens
- 1960 : La caméra explore le temps, ép. Qui a tué Henri IV ?, de Stellio Lorenzi : Sully
- 1961 : Hauteclaire ou le Bonheur dans le crime, de Jean Prat : le comte d'Avice
- 1962 : L'inspecteur Leclerc enquête, ép. Ma femme est folle, de Claude Barma
- 1967 : La Princesse du rail, 17 épisodes, d'Henri Spade : l'ingénieur des chemins de fer
- 1968 : Le comte Yoster a bien l'honneur, ép. Big bulls ende
- 1971 : Arsène Lupin, 2 épisodes, de Jean-Pierre Decourt : le préfet de police Prasville
- 1972 : Les Évasions célèbres, ép. Le Colonel Jenatsch, de Tony Flaadt : le duc de Rohan
- 1973 : Le jeune Fabre, de Cécile Aubry : le directeur
- 1973 : La mer est grande de Phiilippe Condroyer : Le commandant Ile d'Oléron.
- 1974 : Les Brigades du Tigre, 2 épisodes, de Victor Vicas : le député Bonnerive
- 1974 : La Folie des bêtes, de Fernand Marzelle : Noël Langrenier
- 1975-1976 : Marie-Antoinette, 4 épisodes, de Guy Lefranc : Gluck
- 1976-1978 : Minichroniques, 9 épisodes, de René Goscinny et Jean-Marie Coldefy : le directeur Duvallon
- 1977 : Richelieu, ép. L'envol du hobereau, de Jean-Pierre Decourt : Monsieur Yon, professeur au collège de Navarre
- 1977 : Foch pour vaincre, de Jean-François Delassus : Georges Clemenceau
- 1978 : Messieurs les jurés : L'Affaire Lizant Mariller d'André Michel
- 1978 : Émile Zola ou la Conscience humaine, 3 épisodes, de Stellio Lorenzi : le général de Boisdeffre
- 1979 : Les dossiers de l'écran, ép. Charles Clément, canut de Lyon, de Roger Kahane : Dufaille
- 1979 : Les dossiers de l'écran, ép. Mers-el-Kébir, de Pierre Cardinal : l'amiral Gensoul
- 1979-1980 : Le Comte de Monte-Cristo, 4 épisodes, de Denys de La Patellière : Salvieux
- 1981 : Le Bunker, les derniers jours d'Hitler, de George Schaefer : le général Hans Guderian
- 1981 : Staline est mort, d'Yves Ciampi : Nikita Khrouchtchev
- 1983 : Meurtre avec préméditation, de Michel Mitrani : le curé
- 1988 : Les Enquêtes du commissaire Maigret, ép.L'Homme dans la rue, de Jean Kerchbron
- 1990 : Une femme parfaite, de Charlotte Brandström
- 1990 : Moi, général de Gaulle, de Denys Granier-Deferre : le maréchal Pétain

## Théâtre

### Comédien
- 1948 : La Mort de Danton de Georg Büchner, mise en scène Jean Vilar, Festival d'Avignon
- 1948 : La Tragédie du roi Richard II de Shakespeare, mise en scène Jean Vilar, Festival d'Avignon
- 1949 : Le Sourire de la Joconde d'Aldous Huxley, mise en scène Raymond Rouleau, Théâtre de l'Œuvre
- 1949 : La Tragédie du roi Richard II de William Shakespeare, mise en scène Jean Vilar, Festival d'Avignon
- 1949 : Le Cid de Corneille, mise en scène Jean Vilar, Festival d'Avignon
- 1949 : Œdipe d'André Gide, mise en scène Jean Vilar, Festival d'Avignon
- 1949 : Le Sourire de la Joconde d'Aldous Huxley, mise en scène Raymond Rouleau, Théâtre de l'Œuvre
- 1949 : Les Justes d'Albert Camus, mise en scène de Paul Œttly, Théâtre Hébertot
- 1950 : La neige était sale de Frédéric Dard d'après Georges Simenon, mise en scène Raymond Rouleau, Théâtre de l'Œuvre
- 1953 : Tous contre tous d'Arthur Adamov, mise en scène Jean-Marie Serreau, Théâtre de Babylone
- 1955 : À son image de Pierre Lescure, mise en scène Jean-Claude Dumoutier, Théâtre du Tertre
- 1957 : Le Pain blanc de Claude Spaak, mise en scène Yves Brainville, Théâtre du Vieux-Colombier
- 1958 : Procès à Jésus de Diego Fabbri, mise en scène Marcelle Tassencourt, Théâtre Hébertot
- 1958 : L'Étrangère dans l'île de Georges Soria, mise en scène Jean Négroni, Studio des Champs-Elysées
- 1959 : Le Crapaud-buffle d'Armand Gatti, mise en scène Jean Vilar, Théâtre Récamier
- 1961 : Lawrence d'Arabie de Terence Rattigan, mise en scène Michel Vitold, Théâtre Sarah-Bernhardt
- 1961 : La Mouette d'Anton Tchekhov, mise en scène Sacha Pitoëff, Théâtre Moderne
- 1962 : Édouard mon fils de Robert Morley et Noel Langley, mise en scène Maurice Guillaud, Théâtre Montansier
- 1963 : La Dame aux camélias d'Alexandre Dumas, mise en scène Jean Leuvrais, Théâtre Sarah-Bernhardt
- 1964 : Edouard mon fils de Robert Morley et Noel Langley, mise en scène Maurice Guillaud, Théâtre Montparnasse
- 1965 : Les Ennemis de Maxime Gorki, mise en scène Pierre Debauche, Festival de Nanterre
- 1966 : L'Idiot d'après Dostoïevski, adaptation et mise en scène André Barsacq, Théâtre de l'Atelier
- 1967 : Frédéric de Robert Lamoureux, mise en scène Pierre Mondy, Théâtre Édouard VII
- 1968 : La Ville dont le prince est un enfant de Henry de Montherlant, mise en scène Jean Meyer, Théâtre Michel
- 1970 : Frédéric de Robert Lamoureux, mise en scène Pierre Mondy, réalisation Pierre Sabbagh, Théâtre Marigny
- 1971 : Six Personnages en quête d'auteur de Luigi Pirandello, mise en scène Jean Meyer, Théâtre des Célestins
- 1975 : Zoo ou l'Assassin philanthrope de Vercors, mise en scène Jean Mercure, Théâtre de la Ville
- 1985 : Othello de William Shakespeare, mise en scène Jean-Paul Lucet, Théâtre des Célestins

### Metteur en scène et adaptateur
- 1951 : L'Obstacle, création originale, Théâtre du Vieux-Colombier
- 1953 : Le Monde des Accusés de Walter Jens, Théâtre du Vieux-Colombier
- 1956 : La Reine et les Insurgés d'Ugo Betti, mise en scène par Michel Vitold, Théâtre de la Renaissance (adaptation)
- 1957 : Le Pain blanc de Claude Spaak, Théâtre du Vieux-Colombier
- 1965 : Les Eaux et Forêts de Marguerite Duras, Théâtre Mouffetard, Studio des Champs-Élysées
- 1965 : La Musica de Marguerite Duras, Théâtre Mouffetard

## Doublage
- 1955 : Les Pièges de la passion : Brelston, le directeur de la station radio (Robert Carson)
- 1955 : Mélodie interrompue : le commandant de la base (Robert Carson)
- 1956 : L'Homme de San Carlos : Snyder (Jack Lomas)
- 1956 : Viva Las Vegas : Peter Lorre (Lui-même)
- 1960 : Alamo : Emile Sande (Wesley Lau)
- 1961 : La Fièvre dans le sang : Ace Stamper (Pat Hingle)
- 1961 : Le Roi des imposteurs : le cardinal (Larry Gates)
- 1962 : Lolita : Humbert Humbert (James Mason)
- 1962 : Lawrence d'Arabie : le général Murray (Donald Wolfit)
- 1962 : La Conquête de l'Ouest : Mike King (Richard Widmark)
- 1962 : Le Fascinant Capitaine Clegg : Jeremiah Mipps (Michael Ripper)
- 1962 : Les Quatre Cavaliers de l'Apocalypse : le général von Kleig (George Dolenz)
- 1962 : Le Jour le plus long : le colonel Josef Priller (Heinz Reincke)
- 1962 : La Chevauchée des Outlaws : Ortega (José Nieto)
- 1962 : Des ennuis à la pelle : le procureur Parker (Gerald Gordon)
- 1963 : Les Bijoux du Pharaon : le major Pickering (George Sanders)
- 1963 : Main basse sur la ville : Edoardo Nottola (Rod Steiger)
- 1963 : Peau de banane : Raymond Lachard (Gert Fröbe)
- 1963 : Mercredi soir, 9 heures... : Tom Edwards (Elliott Reid)
- 1964 : Docteur Folamour : le colonel « Bat » Guano (Keenan Wynn)
- 1964 : Mission 633 : Squadron Leader Frank Adams (Michael Goodliffe)
- 1966 : La Poursuite impitoyable : Val Rogers (E. G. Marshall)
- 1966 : La Fantastique Histoire vraie d'Eddie Chapman : Colonel Steinhager (Gert Fröbe)
- 1966 : Deux Minets pour Juliette ! : le général Maynard C. Parker (Carroll O'Connor)
- 1966 : Colorado : le baron von Schulenberg (Gérard Herter)
- 1967 : Luke la main froide : Carr (Clifton James)
- 1967 : Escalier interdit : McHabe (Roy Poole)
- 1967 : La Guerre des cerveaux : Pr Karl Melnicker (Nehemiah Persoff)
- 1967 : Le Retour des anges de l'enfer : le prêtre (Bruno VeSota)
- 1967 : Trois Milliards d'un coup : le chef d'escouade (Glynn Edwards)
- 1967 : Peyrol le boucanier : Scevola (Ivo Garrani)
- 1967 : Astérix le Gaulois : voix additionnelles
- 1968 : La Planète des singes : le Président de l'Assemblée (James Whitmore)
- 1968 : Les Bérets verts : le colonel Morgan (Bruce Cabot)
- 1968 : Funny Girl : l'avocat Bill Fallon (Lloyd Gough)
- 1969 : La Horde sauvage : le commandant Frederick Mohr (Fernando Wagner)
- 1969 : La Valse des truands : le lieutenant Christi French (Carroll O'Connor)
- 1969 : Reivers : le shérif Butch Lovemaiden (Clifton James)
- 1969 : Le Plus Grand des Hold-up : le commandant des Texas Rangers (William Zuckert)
- 1969 : Avant que vienne l'hiver : l'homme d'affaires dans le train (Eduard Linkers)
- 1969 : Les Damnés : Konstantin von Essenbeck (Reinhard Kolldehoff)
- 1970 : Airport : le commissaire Ackerman (Larry Gates)
- 1970 : Tora ! Tora ! Tora ! : l'amiral Tamon Yamaguchi (Susumu Fujita) ; le prince Fumimaro Konoe (Koreya Senda)
- 1970 : Waterloo : le lieutenant-général Lord Uxbridge (Terence Alexander)
- 1970 : L'Exécuteur : Vaughan Jones (Charles Gray)
- 1971 : Il était une fois la révolution : le docteur Villega (Romolo Valli)
- 1971 : Femmes de médecins : le Dr Joe Gray (Carroll O'Connor)
- 1971 : L'Organisation : le capitaine Stacy (Garry Walberg)
- 1971 : Un homme à respecter : l'inspecteur Hoffman (Reinhard Kolldehoff)
- 1972 : Ludwig ou le Crépuscule des dieux : le père Hoffmann (Gert Fröbe)
- 1972 : 3 Étoiles, 36 Chandelles : M. Wainwright (George Kirkpatrick)
- 1972 : Meurtres dans la 110e Rue : le lieutenant David Reilly (Nat Polen)
- 1972 : Les Griffes du lion : Joseph Chamberlain (Basil Dignam)
- 1973 : Un flic hors-la-loi : l'officier de la Marine américaine[Qui ?]
- 1973 : Les Dix Derniers Jours d'Hitler : Adolf Hitler (Alec Guinness)
- 1973 : Serpico : Daley (George Ede)
- 1973 : Le Boss : Maglione (Pietro Ceccarelli (it))
- 1974 : Tant qu'il y a de la guerre, il y a de l'espoir : Samuel Cummings
- 1977 : Richelieu, ép. La patrie en danger : l'empereur Ferdinand II (Hans Caninenberg)
- 1979 : Cité en feu : John O'Brien (Mavor Moore)
- 1980 : Les Maîtres du temps, dessin animé de René Laloux : le général
- 1986 : Lady Jane : l'Archiduc de Cranmer (David Walker)
- 1986 : Les Coulisses du pouvoir : le sénateur Sam Hastings (E. G. Marshall)